# Всемирный саммит по миру и безопасности
Всемирный саммит по миру и безопасности — серия конференций на высшем уровне для нынешних и бывших глав государств под эгидой Федерации за всеобщий мир.

## Концепция
Саммит представляет собой регулярные встречи на высшем уровне по вопросам мира и безопасности под эгидой Федерации за всеобщий мир для нынешних и бывших глав государств.
В сопутствующих высшему уровню параллельных программах также принимают участие парламентарии, религиозные лидеры, представители гражданского общества.

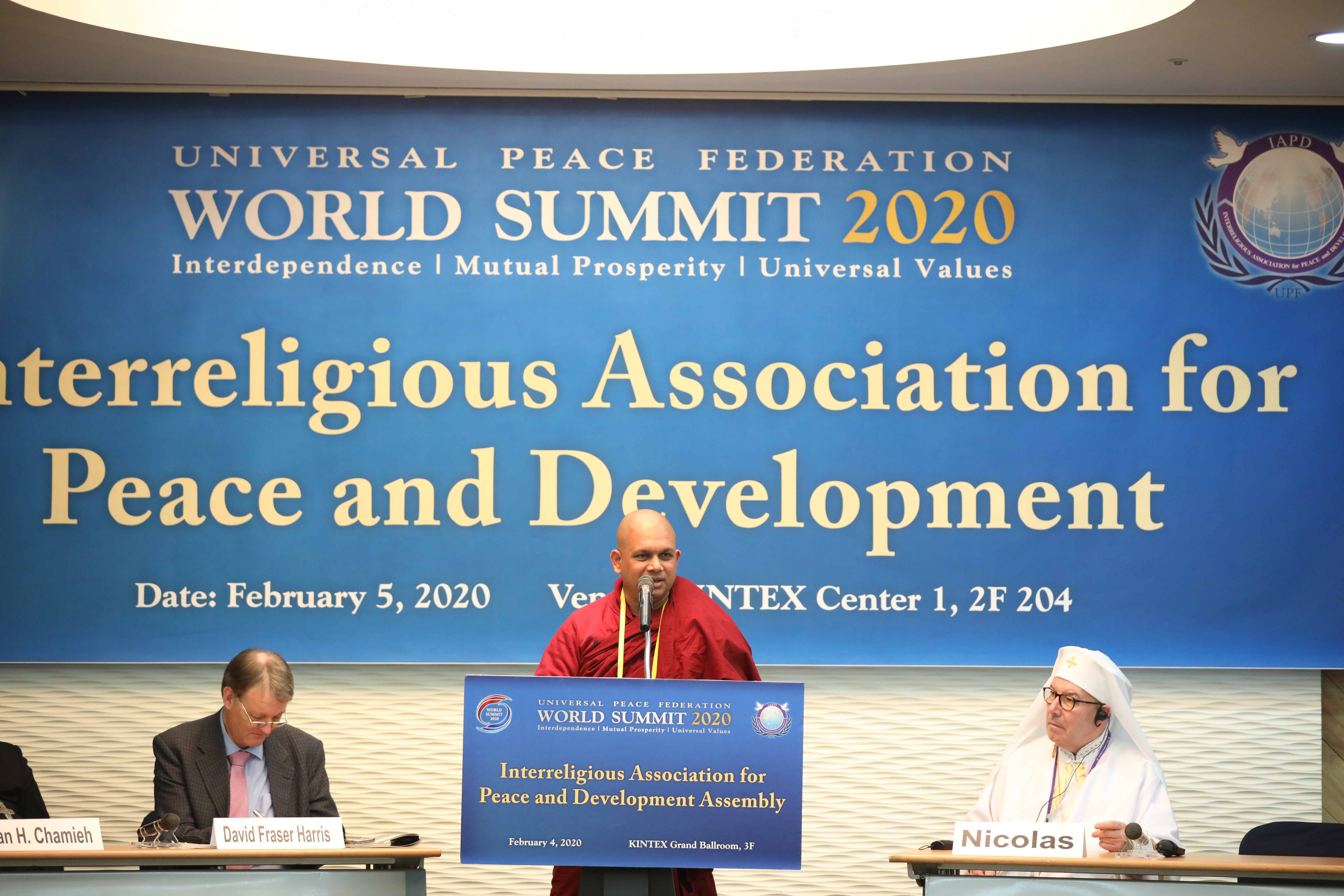
Межрелигиозная ассоциация за мир и развития — заседание на Саммите 2020

Программа саммитов строится в соответствии с тематиками Ассоциаций, входящих в состав федерации: Международный совет на высшем уровне за мир, Международная ассоциация первых леди за мир, Международная ассоциация парламентариев за мир, Международная ассоциация за мир и экономическое развитие, Международная ассоциация учёных за мир, Межрелигиозная ассоциация за мир и развитие, Международная ассоциация СМИ за мир и Международная ассоциация работников искусства и культуры за мир.

## История
Первый Всемирный саммит по миру и безопасности в рамках Федерации за всеобщий мир состоялся в 2014 году и продолжился в 2015 году. В разные годы программа проходила в различных частях света:

#### События

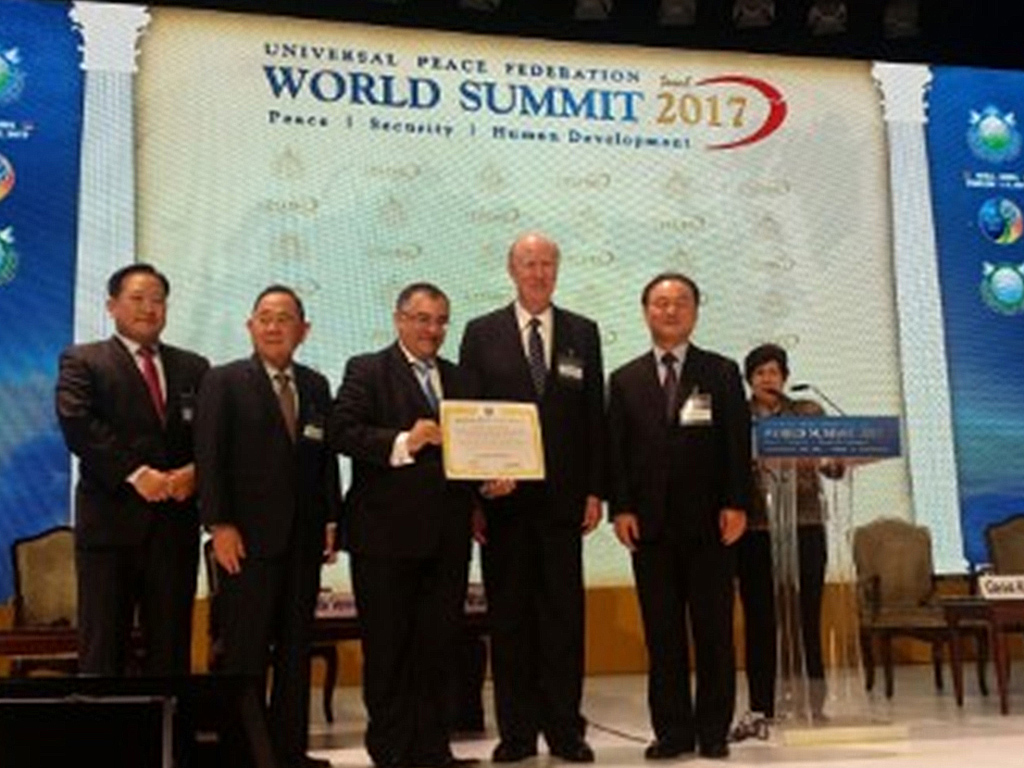
Всемирный саммит 2017 года, Сеул, Республика Корея

##### Саммит 2017 года (Сеул, Республика Корея)
Программа по миру безопасности и развитию личности прошла с 1 по 5 февраля 2017 года при участии 700 делегатов из 120 стран. Среди наиболее видных докладчиков на саммите выступили Кристофер Хилл, Пармананд Джа, Федерико Франко и Люк Монтанье.

##### Саммит 2019 года (Сан-Томе и Принсипи)
Бывший президент Нигерии Гудлак Джонатан выступил со вступительной речью на Международном саммите мира 2019 года в Сан-Томе и Принсипи. В конференции приняли участие несколько действующих и бывших африканских лидеров.

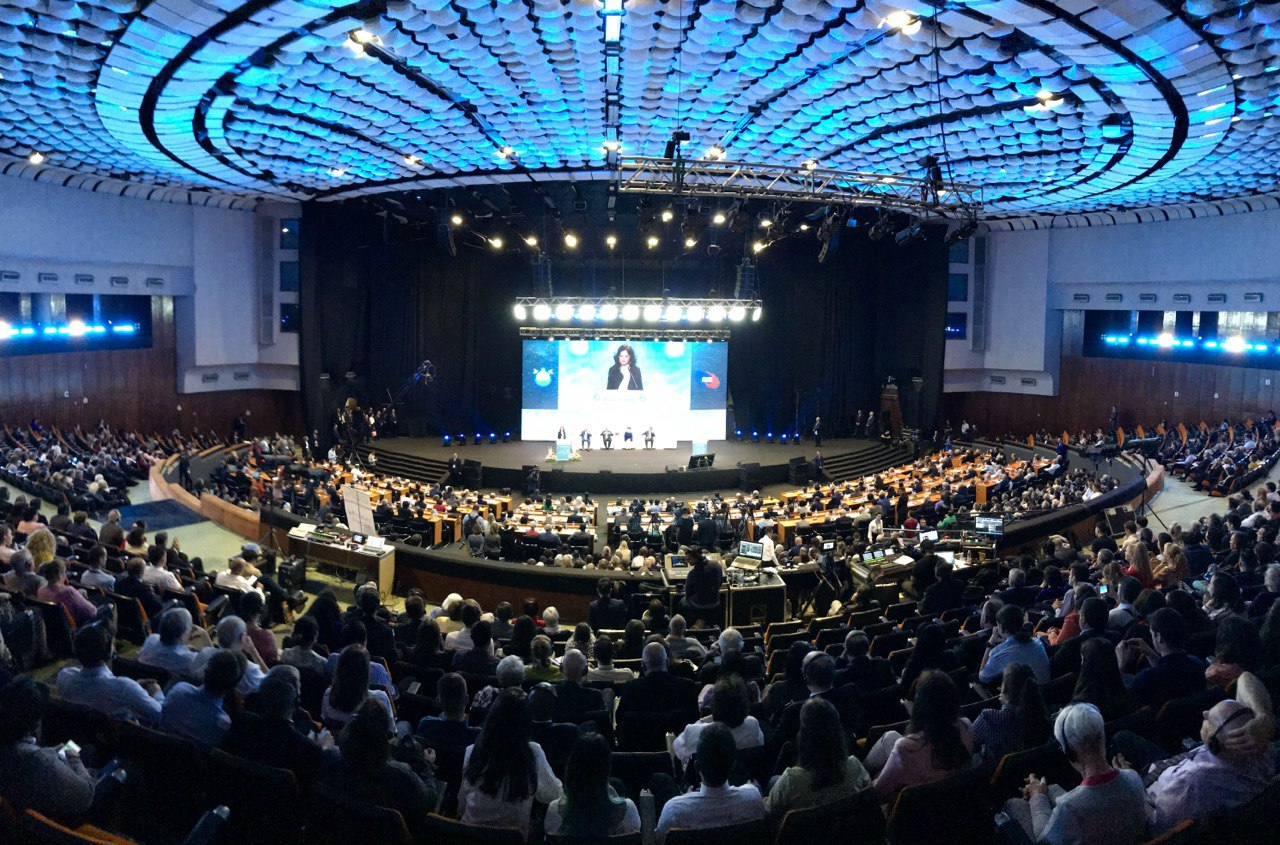
Саммит по миру в Юго-Восточной Европе, Тирана, Албания, 2019 год

##### Саммит 2019 года (Албания)
В 2019 году в Тиране федерация провела Саммит по миру в Юго-Восточной Европе с участием Стево Пендаровски и Хашима Тачи. Участников приветствовал экс-президент Албании Альфред Моисиу.

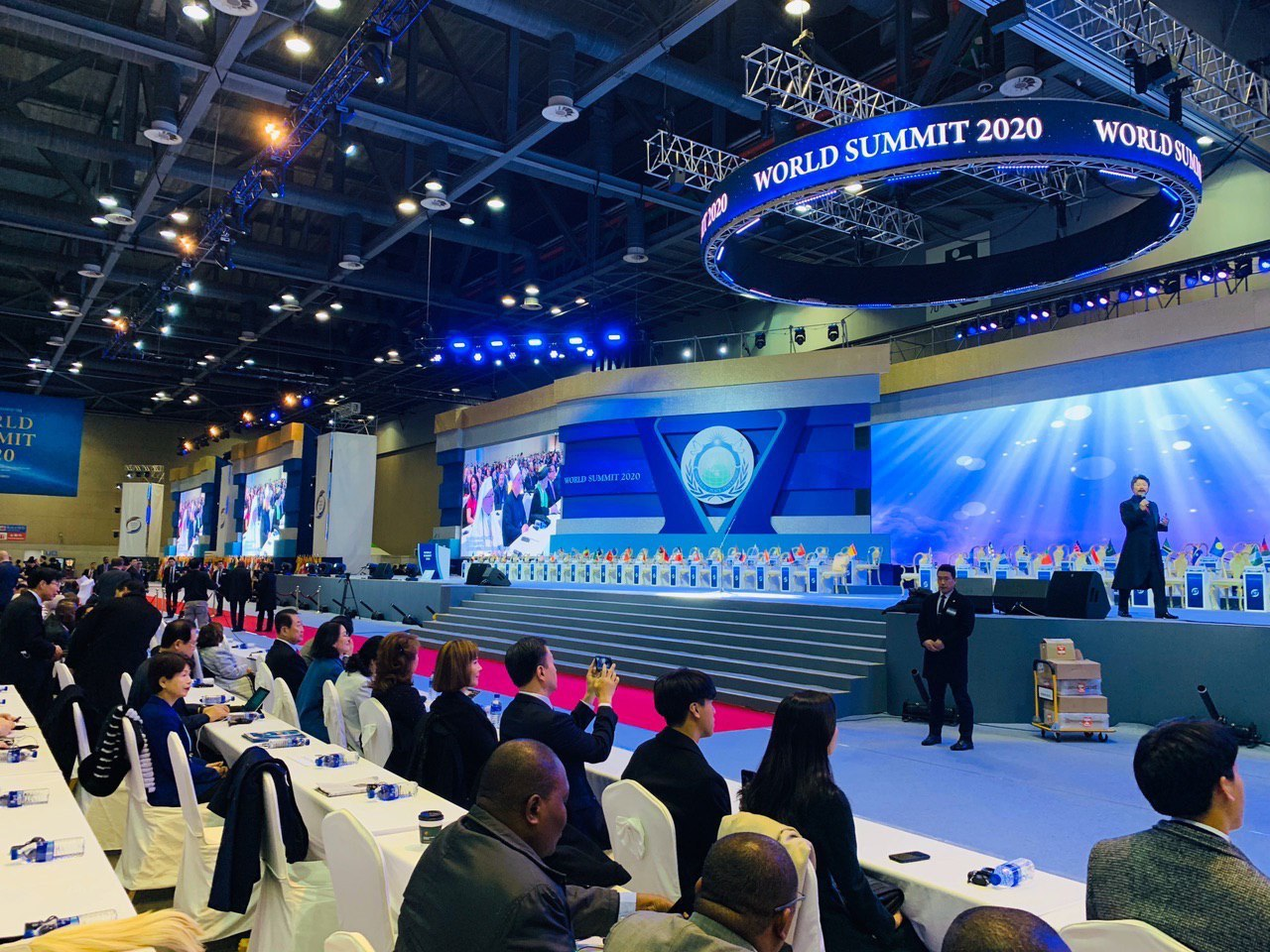
Всемирный саммит 2020 года, конференц-центр KINTEX, Сеул, Республика Корея

##### Саммит 2020 года (Республика Корея)
В феврале 2020 года федерация выступила организатором проведения Всемирного Саммита 2020 в Сеуле. В программе приняли участие Джим Роджерс, Хун Сен, Гудлак Джонатан и Ньют Гингрич.

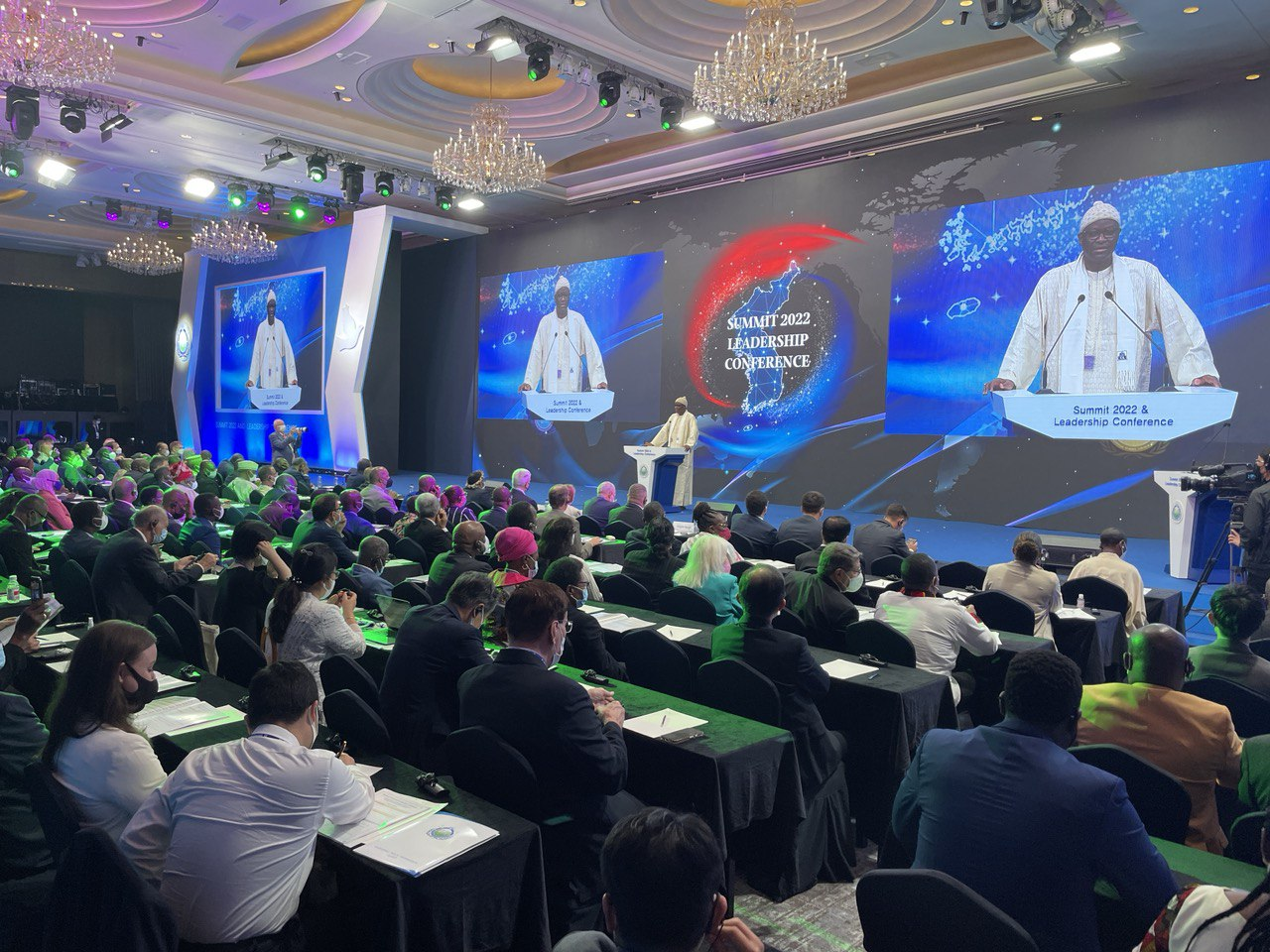
Саммит Федерации за всеобщий мир, 2022 год

##### Саммит 2022 года (Республика Корея)
В феврале 2022 года в качестве сопредседателей Саммита 2022 выступили премьер-министр Камбоджи Хун Сен и экс-генеральный секретарь ООН Пан Ги Мун. Большое внимание уделялось вопросам молодежи в Африке, для чего в Сеуле собрались министры по делам молодежи африканских стран. Эта часть Саммита прошла под патронажем Бриги Рафини. В программе по видеосвязи приняли участие Мухаммаду Бухари, Дональд Трамп, Маки Саль, Майк Помпео, Жозе Баррозу.

##### Азиатско-Тихоокеанские форумы 2022
В течение 2022 года федерация провела серию глобальных форумов для обсуждения установления мира на Корейском полуострове. На всех континентах были состоялись конференции с целью поиска стратегий достижения мира на Корейском полуострове в рамках проекта «Think Tank 2022», объединяющего корееведов и политиков, вовлеченных в вопросы восстановления мира между КНДР и Республикой Корея. Форумы были частью Всемирного саммита 2022 года.

##### Саммит 2022 и конференция по лидерству
В августе 2022 года в Южной Корее в саммите приняли участие несколько мировых лидеров, таких как бывший премьер-министр Канады Стивен Харпер, бывший президент Конгресса США Ньют Гингрич, бывший вице-президент США Майкл Пенс, бывший президент Европейской комиссии Баррозу и другие. Участники саммита выразили поддержку построению мира во всем мире, особенно на Корейском полуострове. На саммите также обсуждалась свобода вероисповедания. В итоге был подписан меморандум о взаимопонимании между федерацией Сообществом сахаро-сахельских государств (СССГ).

##### Саммит 2023 года (Республика Корея)
В 2023 году программа прошла в Сеуле с 3 по 8 мая. На программе выступили Борис Тадич, Яйи Бони, Алманбет Матубраимов, Альфред Моисиу и Младен Иванич. На встречах Саммита выступили так же член Всекитайского собрания народных представителей Со-Юк Чой из КНР, Председатель фракции Парламента Индии Бхубанесвар Калита, представители Конгресса Бразилии Карла Замбелли и Сильвия Нобре Лопес, а также первая леди республики Малави Моника Чаквера.

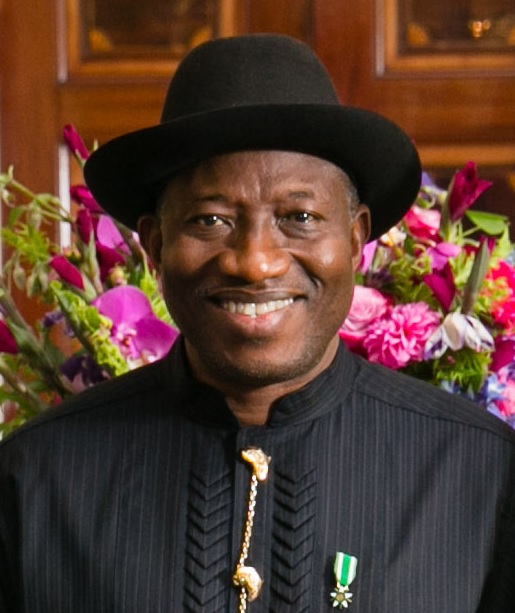
Гудлак Джонатан, председатель Международного совета мира в Африке.

##### Саммит 2023 года (Камбоджа)
23 июля 2023 года бывший президент Нигерии Гудлак Джонатан выступил на саммите в Камбодже, посвященном двойному мероприятию: наблюдению за всеобщими выборами в стране и участию в демократическом диалоге и международной конференции федерации. Он возглавлял африканскую делегацию на всеобщих выборах в Камбодже, запланированных на 23 июля 2023 года, и был соруководителем международной делегации из 100 человек из 37 стран.

## Внешние ссылки
- Официальный сайт — Всемирный саммит 2022
- Официальная страница — Всемирные саммиты Федерации за всеобщий мир
- Собственный сайт — Всемирный саммит по миру и безопасности